# 태풍 우딥 (2019년)
태풍 우딥 (Typhoon Wutip) 은 2019년 제2호 태풍이다. 920hpa를 기록해 역대 2월 최강 태풍으로 기록되었다. 우딥은 마카오에서 제출한 이름으로 나비를 의미한다.

## 개요
2019년 제2호 태풍 우딥은 2월 20일 3시에 중심기압 1000hPa, 최대풍속 18 m/s, 강풍 반경 280 km(북쪽 반경), 크기 '소형'의 열대폭풍으로 미국 괌 남동쪽 약 1,470 km 부근 해상에서 발생하였다.(일본 기상청 태풍정보 속보치 기준) 발생 이후 서~서북서진하며 급발달해서 2월 23일 21시에 미국 괌 남서쪽 약 270 km 부근 해상에서 중심기압 920 hPa, 최대풍속 51 m/s, 강풍 반경 440 km의 세력 '매우 강', 크기 '중형'(일본 기상청 태풍정보 기준)의 태풍으로 1차 최성기를 맞이하였다. 1차 최성기 이후에 계속 서~서북서진하면서 조금 약화되었다가 연직시어가 많이 낮은 상층 환경이 좋은 곳을 지나며 우딥이 낮은 연직시어와 높은 수온과 같은 좋은 해양 환경에서 다시 급발달해서, 2월 25일 15시에 미국 괌 서쪽 약 500 km 부근 해상에서 중심기압 915 hPa, 최대풍속 54 m/s, 강풍 반경 500 km(북쪽 반경)의 세력 '맹렬한', 크기 '중형'(일본 기상청 태풍정보 속보치 기준)의 태풍으로 2차 최성기를 맞이하였다. 2차 최성기 이후에는 느리게 북진 및 서진하면서 수온 하강, 건조역의 영향과 높은 연직시어과 같은 악조건에서 급약화되어서 2월 28일 15시에 미국 괌 서북서쪽 약 1,090 km 부근 해상에서 중심기압 1004 hPa의 열대저압부로 소멸하였다. 태풍 우딥은 2002년 제2호 태풍 미탁(MITAG)과 2015년 제2호 태풍 히고스(HIGOS)의 최성기 세력을 넘어서는 2월 역대 최강 태풍이며, 2019년 최초의 카테고리 5등급 슈퍼태풍이었다.
| 순위 | 태풍번호       | 태풍이름            | 최대풍속 (1분 평균) |
| ---- | -------------- | ------------------- | ------------------- |
| 1위  | 6118           | NANCY               | 185 kt              |
| 2위  | 6124           | VIOLET              | 180 kt              |
| 3위  | 5822           | IDA                 | 175 kt              |
| 4위  | 1330 1614 2019 | HAIYAN MERANTI GONI | 170 kt              |
| 5위  | 1923 7920 2102 | HALONG TIP SURIGAE  | 165 kt              |
| 6위  | 1919 1013      | HAGIBIS MEGI        | 160 kt              |
| 7위  | 1821           | JEBI                | 155 kt              |
| 8위  | 1826           | WUTU                | 150 kt              |
| 9위  | 1902           | WUTIP               | 145 kt              |
| 10위 | 1626           | NOCK-TEN            | 140 kt              |

## 같이 보기
- 2019년 태풍